# Jean-Bernard Marlet
Jean-Bernard Marlet, né  le 15 juillet 1760 à Waillimont (commune d'Herbeumont) et mort le 27 mars 1834 à Differt (commune de Messancy), est un militaire, entrepreneur, propriétaire, juge et homme politique autrichien, français, luxembourgeois puis belge, au gré des mouvements territoriaux de la région liés à l'histoire de la Belgique et à celle du Luxembourg au XIXe siècle.
Il participe notamment à la révolution belge en tant que cofondateur du corps franc luxembourgeois.

## Biographie

### Naissance et régime autrichien
Fils de Gérard Marlet et de Marie-Josèphe Fontaine, Jean-Bernard nait le 15 juillet 1760 à la forge-platinerie de Waillimont, dans les Pays-Bas autrichiens (actuellement dans la commune d'Herbeumont, province de Luxembourg, Belgique). Il a un frère cadet, Jean-Grégoire, né en 1762 à Orgeo.
Il épouse Dieudonnée-Antoinette Collette avec laquelle il aura un fils, Maximilien-Bernard-Joseph, né en 1798.
Il fut officier dans l’armée impériale autrichienne, marchand puis trouva de l’emploi dans diverses administrations. Il migre dans le Pays d'Arlon où il exploite divers moulins à huile et à farine à Messancy, à Turpange et à Differt. 

### Période française
Après la seconde annexion française des États de Belgique, le duché de Luxembourg est annexé à la première République française et devient le département des Forêts. Jean-Bernard Marlet occupe alors les postes de :
- Commissaire de l’administration du Luxembourg dès le 30 mars 1795
- Receveur des droits d’enregistrement à Luxembourg en 1796
- Ingénieur du cadastre
- Juge de paix pour le canton de Messancy
- Maire de Sélange
- conseiller général de la commune de Messancy

C'est à cette époque qu'il achète plusieurs biens et domaines, dont le refuge de l’abbaye de Clairefontaine, et qu'il se fait construire sa demeure à Differt en 1805.

### Grand-duché de Luxembourg
Après la fin du Premier Empire de Napoléon Bonaparte, les puissances européennes victorieuses créent, dès le 15 mars 1815 (congrès de Vienne), le Grand-Duché de Luxembourg, sur base du territoire de l'ancien département des Forêts. Dans ce nouvel état, propriété privée de Guillaume Ier d'Orange-Nassau, Jean-Bernard Marlet devient membre des États provinciaux du Royaume uni des Pays-Bas, pour le district d’Arlon. En effet, Guillaume Ier était également roi des Pays-Bas et considérait son grand-duché comme l'un des dix-sept provinces de son royaume.
Il continue ses activités d'entrepreneur dans la région en achetant deux fermes à Habay-la-Neuve en 1819, ou encore en construisant une tuilerie à Turpange en 1826 et un moulin à grains au même endroit en 1828.

### Période belge
Lors de la révolution belge d'aout 1830, Jean-Bernard Marlet a 70 ans et prend le parti de la jeune Belgique qui déclare son indépendance du Royaume uni des Pays-Bas le 4 octobre 1830 et en profite pour annexer le Grand-duché de Luxembourg. Le 3 octobre, il crée, avec Théodore Pescatore et Dominique Claisse, le Corps franc luxembourgeois, afin de participer à la guerre belgo-néerlandaise. Cette troupe s’illustrera, entre autres, le 21 octobre 1830 lors de la prise de Malines et du pont de Walem, sur la Nèthe.
Il est alors envoyé au Congrès national pour le district de Neufchâteau, puis député à la chambre des représentants.
Il décède le 27 mars 1834 à Differt (commune de Messancy).

## Postérité

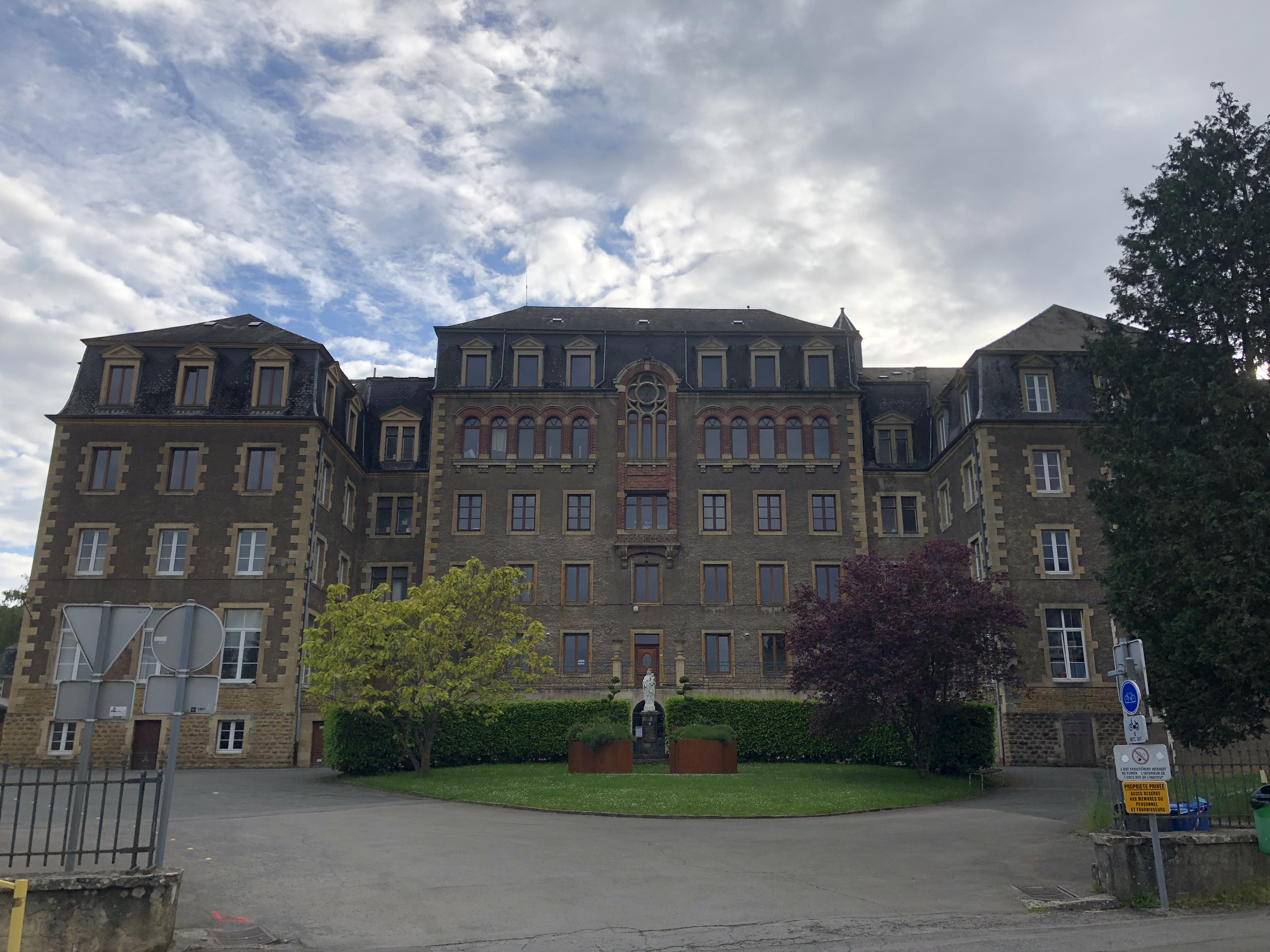
L'institut créé par les Pères Maristes à Differt sur les terres de l’ancienne demeure de Jean-Bernard Marlet.

- Sa demeure de Differt fut rachetée par les Pères Maristes qui y fondent, en lieu et place, un institut dédié à la Sainte Famille de Nazareth entre 1893 et 1898[6]. L'institut existe toujours et fait partie du groupe d'enseignement Cardijn-Lorraine.